# Komachi and Dangorō
Komachi and Dangorō è una serie televisiva anime del 2021, prodotta da MAPPA e diretta da LeSean Thomas e Takeru Satō.

## Trama
Nella città di Niigata, Komachi Hanano e Dangorou Sasa cercano una misteriosa pietra che è stata rubata dopo che essere caduta dal cielo.

## Distribuzione
La serie ONA è stata trasmessa tra il 10 novembre 2012 e il 28 ottobre 2015.